# Billy Duffy

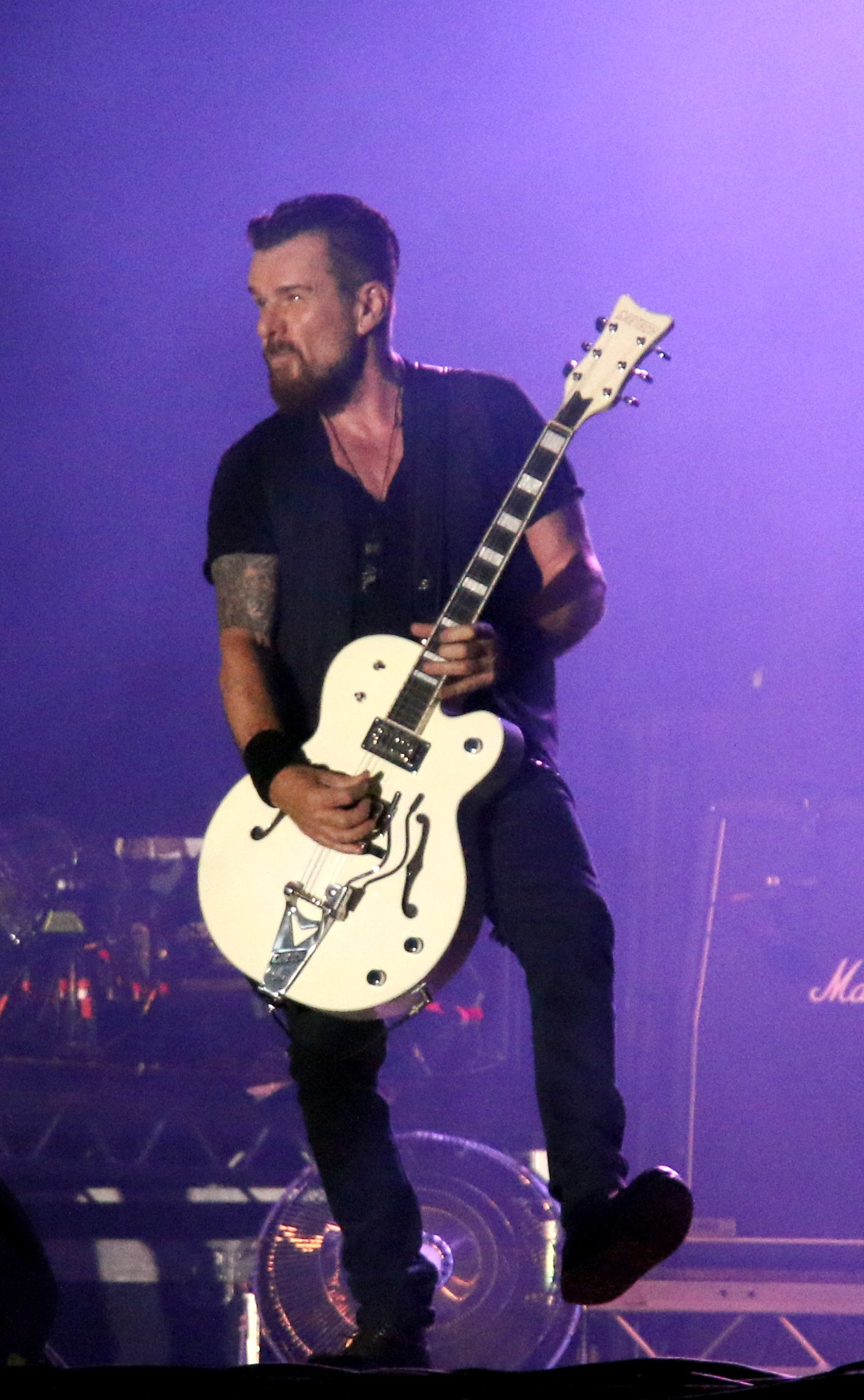
Billy Duffy (2018)

William Henry „Billy“ Duffy (* 12. Mai 1961 in Manchester, England) ist ein britischer Gitarrist, der mit der Rockband The Cult in den 1980er- und 1990er-Jahren bekannt wurde. Er ist neben Ian Astbury Gründungsmitglied und Songschreiber von The Cult. Zudem war er Anfang der 1980er-Jahre Mitglied bei Theatre of Hate und The Nosebleeds, später gründete er Circus Diablo mit.

## Werdegang
Duffy wuchs in Manchester auf und erlernte das Gitarrespielen im Alter von 14 Jahren. 1977 spielte er mit dem späteren Frontmann von The Smiths, Morrissey, in der Band The Nosebleeds. Letzteren ermunterte Duffy zum Singen, ebenso brachte er Gitarrist Johnny Marr das Gitarrespielen bei.
Nach dem Höhepunkt der Punk-Phase spielte Duffy nach Intermezzi bei Slaughter & the Dogs, Studio Sweethearts und Lonesome No More für die zurückhaltenderen Theatre of Hate. Er traf den Frontmann von Southern Death Cult, Ian Astbury. Nach einer ersten gemeinsamen Phase ab 1983 als Death Cult nannten sie sich Duffys Wünschen entsprechend ab 1984 The Cult. Duffy kreierte auch seinen eigenen Sound mit einer Gretsch White Falcon aus den 1970er-Jahren. Später spielte er auch regelmäßig eine Gibson Les Paul.
Es folgten die großen Erfolge mit The Cult in den 1980er-Jahren mit den Alben Love, Electric und Sonic Temple. Dabei änderte sich auch Duffys Gitarrenklang, besonders mit Rick Rubins Einfluss ab Electric, in eine härtere Richtung. Nach der weniger erfolgreichen Zeit als Duo Anfang der 1990er und der vorübergehenden Trennung von Astbury spielte Duffy mit Mike Peters von The Alarm in einem Projekt namens Coloursound, das ein selbstbetiteltes Album veröffentlichte. Ein weiteres Projekt war Vent 414.
1999 reformierte Duffy The Cult mit Astbury, 2001 erschien das Comeback Beyond Good and Evil. Im Anschluss lag die Band erneut auf Eis, da Ian Astbury 2002 ein Angebot erhielt, mit Riders on the Storm (The Doors Of The 21st Century) zu singen.
2006 erhielt Duffy eine Rolle in dem unveröffentlichten Film Sin-Jin Smyth von Ethan Dettenmaier. Im selben Jahr gründete er mit dem früheren The-Cult-Tourbassisten Billy Morrison als Sänger Circus Diablo. Matt Sorum spielte Schlagzeug, Ricky Warwick die Rhythmusgitarre. 2007 erschien das aktuelle The-Cult-Album Born into This.